# Coreaú (gemeente)
Coreaú is een gemeente in de Braziliaanse deelstaat Ceará. De gemeente telt 22.215 inwoners (schatting 2009).
De gemeente grenst aan Sobral, Moraújo, Frecheirinha, Alcântaras en Tianguá.